# TT328
La tombe thébaine TT 328 est située à Deir el-Médineh, dans la nécropole thébaine, sur la rive ouest du Nil, face à Louxor en Égypte.
C'est une sépulture de Hay, serviteur dans la Place de Vérité à la période ramesside.